# Rhinopoma
Rhinopoma is een geslacht van zoogdieren uit de familie van de familie van de klapneusvleermuizen (Rhinopomatidae).

## Soorten
Het geslacht omvat de volgende soorten:
- Rhinopoma cystops O. Thomas, 1903
- Rhinopoma hadramauticum Benda, 2009
- Rhinopoma hardwickii Gray, 1831 – Kleine klapneusvleermuis
- Rhinopoma macinnesi Hayman, 1937
- Rhinopoma microphyllum (Brünnich, 1792) – Egyptische klapneusvleermuis
- Rhinopoma muscatellum Thomas, 1903